# 南陽インターチェンジ
南陽インターチェンジ（なんようインターチェンジ）は、愛知県名古屋市港区南陽町茶屋新田にある名古屋第二環状自動車道のインターチェンジ (IC) である。

## 歴史
- 2021年（令和3年）
  - 2月26日 : IC名称が「南陽IC」に正式決定[1]。
  - 5月1日 : 名古屋西JCT - 飛島JCT間開通に伴い、供用開始[1][2]。
- 2024年（令和6年）4月4日 : 内回り・外回りともに料金所がETC専用になる[3]。

## 周辺
- 愛知県立南陽高等学校
- イオンモール名古屋茶屋
- 東京インテリア家具名古屋本店
- 名古屋市立第二斎場

## 接続する道路
- 直接接続
  - 国道302号
- 間接接続
  - 名古屋市道戸田荒子線

## 料金所
レーン運用は、時間帯やメンテナンスなどの事情により変更される場合がある。

### 入口
- レーン数 : 2
  - ETC専用 : 1
  - ETC/サポート : 1

## 隣
C2 名古屋第二環状自動車道
(25) 富田IC - (26) 南陽IC - (27) 飛島北IC